# モンバール
モンバール（Montbard）は、フランス東部、ブルゴーニュ＝フランシュ＝コンテ地域圏コート＝ドール県西部にある人口約6千人の小さなコミューンである。

## 地理
県庁所在地ディジョンの西北西約40キロにあり、県西部の4割以上の面積を占め、12の小郡、254のコミューンからなるモンバール郡の郡庁舎所在地である。水運都市として栄え、現在は工業を中心にした町である。

## 世界遺産
町内にあるフォントネーのシトー会修道院は、1981年にユネスコの世界遺産に登録されている。

## 交通
パリとディジョンを結ぶTGV（フランス新幹線）の一部の列車が停車する。
ブルゴーニュ運河が、町の外側を巡っている。